# Санаторія «Родина»
Сана́торія «Ро́дина» (рос. Санатория «Родина») — селище у складі Подольського міського округу Московської області, Росія.

## Населення
Населення — 158 осіб (2010; 206 у 2002).
Національний склад (станом на 2002 рік):
- росіяни — 93 %